# 小笠原諸島の復帰に伴う法令の適用の暫定措置等に関する法律
小笠原諸島の復帰に伴う法令の適用の暫定措置等に関する法律（おがさわらしょとうのふっきにともなうほうれいのてきようのざんていそちとうにかんするほうりつ）は、小笠原諸島（孀婦岩の南の南方諸島（小笠原群島、西之島及び火山列島を含む。）並びに沖の鳥島及び南鳥島）の日本国への復帰に伴い、法令の適用についての暫定措置その他必要な特別措置を定めるために施行された日本の法律。1968年6月1日に公布された。

## 構成
- 第一章 総則
- 第二章 法令の適用の暫定措置
- 第三章 権利の調整等
- 第四章 村の設置
- 第五章 現地における行政機関の設置
- 第六章 雑則
- 第七章 罰則
- 附則

## 同法を根拠に設置された機関等
- 小笠原村（第18条） - 旧大村、旧扇村袋沢村、旧沖村、旧北村、旧硫黄島村の権利義務を継承（第19条）。
- 小笠原村職務執行者（第21条第1項）
- 村政審議会（第21条第3項）
- 国土交通省小笠原総合事務所（第26条）